# Сібуя (район)
35°39′50.26″ пн. ш. 139°41′53.01″ сх. д. / 35.6639611° пн. ш. 139.6980583° сх. д.
Райо́н Шібу́я (яп. 渋谷区, Шібуя-ку / Шібуя-ку, МФА: [ɕibuja ku̥]) — один із 23 особливих районів у японській столиці Токіо. Бувши великим комерційним і фінансовим центром, тут розташовані дві найжвавіші залізничні станції у світі: станція Шінджюку (південна половина) і станція Шібуя.
Станом на 1 квітня 2022 року його населення становить 228 906 осіб, густота населення — 15 149,30 осіб на км2. Загальна площа району — 15,11 км2.
Назва «Шібуя» також має відношення до центрального ділового округу району Шібуя, розташованого поряд зі станцією Шібуя, однією з головних на токійській залізниці. Район Шібуя відомий як один із головних центрів моди Токіо, особливо для молоді, а також як головне місце нічного життя в Токіо.

## Історія
Шібуя історично була місцерозташуванням замку, в якому рід Шібуя проживав з XI століття до періоду Едо. Після відкриття лінії Яманоте в 1885 році Шібуя почала розвиватися як залізничний термінал для південно-західного Токіо, а згодом і як великий комерційний і розважальний центр. 
Село Шібуя було зареєстровано в 1889 році шляхом злиття сіл Камі-Шібуя, Нака-Шібуя та Шімо-Шібуя в межах округу Мінамі-Тошіма (округ Тойотама з 1896 року). Село охоплювало територію сучасної станції Шібуя, а також райони Хіроо, Дайкан'яма, Аояма та Ебісу. Шібуя стала містом у 1909 році. Місто Шібуя об’єдналося з сусідніми містами Сендаґая (яке включало сучасні райони Сендаґая, Хараджюку та Джінґумае) і Йойохата (яке включало сучасні райони Йойоґі та Хатаґая), щоб утворити приміський район Шібуя, що був поглинений Токіо в 1932 році. Шібуя став особливим районом відповідно до Акту про місцеву автономію 15 березня 1947 року.
Лінія Токю-Тойоко, що була відкрита в 1932 році, зробила Сібую ключовим терміналом між Токіо та Йокогамою, до неї приєдналися попередник лінії Keio Inokashira в 1933 році та попередник лінії токійського метро Ginza в 1938 році. Одна з найвідоміших історій що стосується Сібуї — історія Хатіко, собаки, який чекав свого покійного господаря на станції Шібуя щодня з 1923 по 1935 рік, зрештою ставши національною знаменитістю за свою відданість. На його честь поруч зі станцією було встановлено бронзову статую, а навколишня однойменна площа зараз є найпопулярнішим місцем зустрічей у цьому районі.
Під час окупації Японії після Другої світової війни парк Йойоґі використовувався як житловий комплекс для американського персоналу, відомий як «Вашингтонські висоти». У 1964 році військові США залишили парк, і більшу його частину було перепрофільовано під місце проведення літніх Олімпійських ігор 1964 року, а в самому районі проводився марафон на 50 км.
1965 року 18-річний Місао Катаґірі вбив у Сібуї поліцейського і поранив ще 16 людей. Він був засуджений до страти й страчений через повішення в 1972 році.
Шібуя досягла великої популярності серед молоді з кінця 70-х років. У районі знаходиться кілька відомих універмагів модного одягу. Особливо відомим є Shibuya 109 — великий торговий центр поблизу станції Шібуя, також відомий як джерело субкультури когал. Місцеві жителі йменують його «Ichi-Maru-kyū», що перекладається як 1–0–9 японською мовою, насправді є каламбуром на тему корпорації, яка нею володіє — Tōkyū (10–9 японською мовою). Сучасна алея моди в Сібуї простягається на північ від станції Шібуя до кварталу Хараджюку, де панує молодіжна культура.
Наприкінці 1990-х Шібуя стала відома як центр інформаційних технологій у Японії. Її часто називали англійською «Bit Valley». У цій назві укладено каламбур: з одного боку, алюзія на «Bitter valley» («Гірка долина», дослівний переклад назви району), а з іншого — натяк на комп'ютерний термін «біт».

## Географія
Площа району Шібуя на 1 жовтня 2008 становила близько 15,11 км².

## Населення
Населення району Шібуя на 1 липня 2011 становило близько 206 081 осіб. Густота населення становила 13 638,7 особи/км².

## Засоби масової інформації
- Штаб-квартира Японської телерадіомовної корпорації (NHK)

## Туризм
- Святилище Мейдзі
- NTT Docomo Yoyogi Building

## Галерея

Розташування